# فريدريك حسن
فريدريك حسن (1859 - 1940) (بالإنجليزية: Frederick Hassan)‏ هو لاعب كريكت بريطاني (وحمل سابقاً جنسية المملكة المتحدة لبريطانيا العظمى وأيرلندا).

## وصلات خارجية
- فريدريك حسن على موقع إي آس بي آن كريك إنفو (الإنجليزية)